# BAE Corax
BAE Corax – prototypowy, brytyjski, bezzałogowy aparat latający (UAV – ang. Unmanned Aerial Vehicle), wykonany w technologii stealth, będący demonstratorem rozwiązań konstrukcyjnych, które mają zostać użyte w docelowym, bezzałogowym bojowym aparacie latającym.

## Historia
Po zaledwie 10 miesiącach prac, inżynierowie BAE Systems zbudowali bezpilotowy aparat latający wykonany w technologii stealth. Pierwszy lot nowej maszyny wykonany został w 2004 roku na poligonie w Australii. Jest to pierwsza brytyjska konstrukcja tego typu. Wyglądem przypomina amerykański UAV RQ-3 DarkStar. Aparat powstał jako całkowicie własna inicjatywa firmy BAE Systems. Doświadczenia zebrane podczas eksploatacji aparatu mają w przyszłości posłużyć do budowy docelowej maszyny, która obok zadań ściśle rozpoznawczych, pełniła będzie również rolę bojowego aparatu latającego (UCAV).

## Konstrukcja
Corax jest bezogonową maszyną ze skrzydłami o dużym wydłużeniu i krótkim, wysuniętym do przodu kadłubem. Jak w wielu podobnych konstrukcjach, wlot powietrza do silnika umieszczony został na kadłubie, nad krawędzią natarcia płata. Analogiczny układ przetestowany został w amerykańskiej konstrukcji Northrop Tacit Blue. Dzięki takiej budowie tunelu dolotowego powietrza do silnika, łopatki sprężarki osłonięte są przed promieniowaniem radarowym. Maszyna posiada chowane w locie trójpodporowe podwozie. Aparat zdolny jest do wykonywania w pełni autonomicznych lotów. Wymogi technologii stealth czynią maszynę bardzo niestabilną aerodynamicznie, dlatego do wykonywania poprawnych lotów wymagany jest system Fly-by-wire.